# Fuzaryjna zgorzel dyniowatych
Fuzaryjna zgorzel dyniowatych – grzybowa choroba roślin z rodziny dyniowatych. Wywołana jest przez Fusarium solani i należy do grupy chorób zwanych fuzariozami.

## Występowanie i szkodliwość
Patogen Fusarium solani jest polifagiem atakującym liczne gatunki roślin. Wśród uprawianych roślin dyniowatych poraża ogórka, dynię i melona. Choroba powszechnie występuje we wszystkich rejonach uprawy tych roślin na świecie. Poraża zarówno rośliny uprawiane w gruncie, jak i pod osłonami i to niezależnie od rodzaju podłoża (gleba, wełna mineralna i inne podłoża).
Pierwszymi objawem choroby jest gnicie korzeni, szyjki korzeniowej i podstawy łodygi. Choroba rozprzestrzenia się wyżej, powodując próchnienie szyjki korzeniowej i dolnej części łodygi czasami na wysokości dochodzącej do 30 cm. Liście roślin więdną, a porażone rośliny szybko obumierają.

## Epidemiologia
Fusarium solani występuje w glebie, dochodząc w niej do dość znacznej głębokości. W postaci chlamydospor może w niej przetrwać przez wiele lat. Infekuje rośliny przez korzenie. Na porażonych roślinach wytwarza zarodniki konidialne, które dokonują infekcji wtórnych rozprzestrzeniających chorobę.

## Ochrona
Można zapobiegać chorobie stosując profilaktyczne działania:
- 3-letnie przerwy w uprawie roślin dyniowatych na tym samym polu (płodozmian),
- termiczne odkażanie gleby i innych podłoży organicznych,
- dezynfekcja pomieszczeń i używanych sprzętów w przerwie między usunięciem starych roślin a posadzeniem nowych,
- opryskiwanie dolnych części roślin fungicydem Topsin M 500 SC w stężeniu 0,15%,
- unikanie nadmiernej wilgotności podłoża i częstego lub długotrwałego zwilżania dolnych partii roślin[3].

Sadzonki szczepione na dyni figolistnej są porażone w mniejszym stopniu. Również płytkie sadzenie sadzonek zmniejsza prawdopodobieństwo ich porażenia.